# 虫豆属
虫豆属（学名：Atylosia）是豆科蝶形花亞科下的一个属，为缠绕草本或直立灌木植物。该属共有约35种，分布于热带亚洲、澳大利亚和马达加斯加。